# アーバン・シンフォニー
アーバン・シンフォニー（Urban Symphony）は、エストニアの音楽グループ。アーバン・シンフォニーはユーロビジョン・ソング・コンテストの2009年大会にエストニアを代表して参加し、「Rändajad」を歌った。大会では129得点を集めて6位となった。

## 来歴
Mirjam Mesakは既に、ヘルシンキで行われたコンテストの2007年大会にバック・ヴォーカルとして参加した経験がある。Marilin Kongoは大会のエストニア国内選考であるEurolaulの2006年大会に楽曲「Be 1st」で参加し、8位となった。
作曲者のSven Lõhmusはまた、キエフで行われた2005年大会でのエストニア代表の楽曲「Let's Get Loud」の作曲も手がけている。

## メンバー
- サントラ・ヌラマサル（ヴォーカル、ヴァイオリン）
- マン・ヘルスティン（ヴィオラ）
- ヨハンナ・マンゲル（チェロ）
- マリ・モルートレ（チェロ）
- マリリン・コンゴ（バック・ヴォーカル）
- ミレージャム・メサク（バック・ヴォーカル）